# علف جگن ماسه‌ای
 علف جگن ماسه‌ای(نام علمی: Artemisia filifolia) نام یک گونه از سرده درمنه‌ها است.

‘’‘’‘Artemisia filifolia’‘’‘’، که با نام‌های معمولی مانند ‘’‘سنبله شنی’‘’، ‘’‘مریم‌گلی شنی’‘’ و ‘’‘مریم‌گلی تپه‌ای’‘’ شناخته می‌شود، یک گونه گیاه گلدار در خانوادهٔ آستر است. این گونه بومی آمریکای شمالی است و در مناطقی از نوادا تا داکوتای جنوبی و از آنجا تا آریزونا، چیواوا و تگزاس رخ می‌دهد.

## توصیف
‘‘Artemisia filifolia’’ یک بوته چوبی شاخه‌دار است که تا ۱٫۵ متر (۴ فوت ۱۱ اینچ) بلند می‌شود. ساقه‌ها با برگ‌های باریک و نخی تا ۸ سانتیمتر (۳٫۱ اینچ) طول و نهایتاً نیم میلی‌متر عرض پوشیده شده‌اند. گاهی اوقات برگ‌ها به قسمت‌هایی تقسیم می‌شوند. آن‌ها تنها یا در فاسیکول‌هایی چیده شده‌اند. گل‌آرایه یک پانیکول از سر گل‌های آویزان است. هر سر گل شامل دیسک گل‌های نابارور و 2 تا 3 پرتو گل‌های بارور است. میوهٔ آن یک آخن کوچک است. آخن‌ها معمولاً از گیاه والدین دور نمی‌پرند.